# Lambrecht
Lambrecht là một đô thị thuộc huyện Bad Dürkheim, trong bang Rheinland-Pfalz, phía tây nước Đức. Đô thị Lambrecht có diện tích 8,32 km², dân số thời điểm ngày 31 tháng 12 năm 2006 là 4000 người. Đô thị này tọa lạc ở rừng Palatinate, cự ly khoảng 6 km về phía tây bắc Neustadt an der Weinstraße.
Lambrecht là thủ phủ của Verbandsgemeinde ("đô thị tập thể") Lambrecht.